# Senat Florydy
Senat Florydy (ang. Florida Senate) - organ ustawodawczy, izba wyższa Legislatury – dwuizbowego parlamentu stanowego Florydy. Składa się z 40 członków wybieranych w jednomandatowych okręgach wyborczych, z zastosowaniem ordynacji większościowej. 
Nietypowo rozwiązana została kwestia kadencyjności Senatu. Zasadniczo kadencja senatorów trwa cztery lata, przy czym co dwa lata odnawiana jest połowa składu. Wyjątkiem od tej zasady są lata o numerach kończących się cyfrą "2" (np. 1992, 2002, 2012 itd.), kiedy to wybory odbywają się równocześnie we wszystkich senackich okręgach. W praktyce powoduje to, iż w każdym z okręgów raz na dwadzieścia lat senator wybierany jest dla dwuletnią kadencję, zaś wszystkie pozostałe kadencje w tym okresie są czteroletnie. 
Inaczej niż w wielu amerykańskich stanach, na Florydzie funkcja przewodniczącego Senatu jest odrębnym urzędem, a nie jedynie dodatkową funkcją zastępcy gubernatora. W efekcie inne jest także usytuowanie przewodniczącego pro tempore, który - choć na Florydzie istnieje taki urząd - jest jedynie zastępcą stałego przewodniczącego.
Siedzibą Senatu jest Kapitol Stanowy Florydy w Tallahassee.

## Kierownictwo
stan na 22 listopada 2016
- Przewodniczący: Joe Negron (R)
- Przewodniczący pro tempore: Anitere Flores (R)
- Lider większości: Wilton Simpson (R)
- Lider mniejszości: Oscar Braynon (D)